# KIF14
KIF14 ou  kinesin family 14 est une protéine encodée chez l’homme par le gène KIF14 situé sur le chromosome 1 humain.
La protéine appartient à la famille des kinésines-3, famille de protéines motrices. Elle est utile lors de la formation du fuseau mitotique.